# Профа
Профа (рум. Profa) — село у повіті Олт в Румунії. Входить до складу комуни Спінень.
Село розташоване на відстані 124 км на захід від Бухареста, 38 км на північний схід від Слатіни, 76 км на північний схід від Крайови, 129 км на південний захід від Брашова.

## Населення
За даними перепису населення 2002 року у селі проживали 817 осіб, усі — румуни. Усі жителі села рідною мовою назвали румунську.